# Angola na Mistrzostwach Świata w Lekkoatletyce 2019
Angola na Mistrzostwach Świata w Lekkoatletyce 2019 – reprezentacja Angoli podczas mistrzostw świata w Doha liczyła 1 zawodniczkę.

## Skład reprezentacji

### Kobiety
| Zawodniczka | Konkurencja         | Eliminacje | Eliminacje | Półfinał | Półfinał | Finał | Finał   |
| Zawodniczka | Konkurencja         | Wynik      | Pozycja    | Wynik    | Pozycja  | Wynik | Pozycja |
| ----------- | ------------------- | ---------- | ---------- | -------- | -------- | ----- | ------- |
| Neide Dias  | bieg na 1500 metrów | 4:28.27    | 35.        | NQ       | NQ       | NQ    | NQ      |